# كارلو دي بينديتي
كارلو دي بينديتي (بالإيطالية: Carlo De Benedetti)‏ هو رائد أعمال وشخصية أعمال إيطالي وسويسري، ولد في 14 نوفمبر 1934 في تورينو في إيطاليا.

## وصلات خارجية
- كارلو دي بينديتي على موقع مونزينجر (الألمانية)